# Ту-95
Ту-95 е съветски дозвуков стратегически бомбардировач ракетоносец, един от най-бързите самолети снабдени с турбовитлови двигатели. Предназначен е за бомбени удари (в това число и с крилати ракети) срещу важни обекти на противника по всяко време на денонощието и при всякакви метеорологични условия.
Към 2008 г. Ту-95 е все още на въоръжение в руските ВВС и се очаква да бъде изведен от употреба някъде към 2040 г. Всеки двигател чрез редуктор върти съосно противоположни посоки по две групи четирилопатни витла с диаметър около 5 метра, като линейната скорост на върховете им превишава скоростта на звука и това го прави един от най-шумните самолети.

## История на създаването
В началото на 1950 година международната политическа обстановка изисквала ускорено подсилване на стратегическите ВВС на СССР.
На 11 юли 1951 г. излязло постановление на Съвета на Министрите №2396 – 1137 и съответната заповед на министъра на авиационната промишленост №654, съгласно която на конструкторското бюро Туполев се поръчва проектирането на новия бомбардировач. За ръководител на проекта е назначен Н. И. Базенков.
На 15 юли 1951 г. под ръководството на С. М. Егер в конструкторското бюро започва разработване на тактико-техническите изисквания и скицирането на проекта.
От август 1951 г. започва подготовката на техническите чертежи и построяването на дървен макет на бомбардировача.
На 31 октомври 1951 г. комисия утвърждава проекта, а през декември е утвърден и построения вече макет. В Авиозавод №126 започнало строителството на два самолета модел 95.
На 20 септември 1952 г. един от тези самолети в разглобен вид е пренесен на летището в град Жуковск, сглобен и предаден за полетни изпитания.
На 12 ноември 1952 г. екипаж с командир летец-изпитател А. Д. Перельот извършил първия полет с опитен образец 95 – 1. Изпитанията преминавали успешно до 11 май 1953 г., когато при провеждане на седемнайсетия изпитателен полет, в резултат на разрушение на редуктора на трети двигател, възникнал пожар завършил с катастрофа. Опитният образец на бомбардировача се разбил близо до град Ногинск без да достигне до летището. От 11 души на борда на самолета успели да се спасят само седем. Загинали командира, щурмана, бордовия инженер и специалиста по вибрационни изпитания.
Почти две години трябвало да изминат до завършването на втория опитен екземпляр, който бил снабден с нови, по-съвършени двигатели ТВ-12, по късно преименувани в чест на създателя си Николай Кузнецов на НК-12. Опитният образец 95 – 2 извършил своя първи полет на 16 февруари 1955 г. с командир летец-изпитател М. А. Нюхтиков. Летателните изпитания продължили плътно до 20 януари 1956 г. За това време 95 – 2 извършил 68 изпитателни полета с общо 168 летателни часа.
През 1956 г. самолетът е предаден на частите на ВВС с далечно действие.

## Оператори
- Русия
- Казахстан
- СССР
- Украйна

## Вижте Също
- М-4
- Ту-22
- Ту-22М
- Ту-160
- B-52 Stratofortress‎
- B-1B
- Northrop B-2 Spirit